# Chrysura sulcata
Chrysura sulcata is een vliesvleugelig insect uit de familie van de goudwespen (Chrysididae). De wetenschappelijke naam van de soort is voor het eerst geldig gepubliceerd in 1845 door Anders Gustaf Dahlbom.